# Mawouna Amevor
Mawouna Amevor (Rotterdam, 16 dicembre 1991) è un calciatore togolese con cittadinanza olandese, difensore del Volendam.

## Carriera

### Club
Dopo aver giocato per tre stagioni con il Dordrecht in seconda serie, nel 2013 passa al Go Ahead Eagles con cui esordisce in Eredivisie.

### Nazionale
Nel 2014 ha esordito con la nazionale togolese.

## Statistiche

### Cronologia presenze e reti in nazionale
| Cronologia completa delle presenze e delle reti in nazionale ― Togo | Cronologia completa delle presenze e delle reti in nazionale ― Togo | Cronologia completa delle presenze e delle reti in nazionale ― Togo | Cronologia completa delle presenze e delle reti in nazionale ― Togo | Cronologia completa delle presenze e delle reti in nazionale ― Togo | Cronologia completa delle presenze e delle reti in nazionale ― Togo | Cronologia completa delle presenze e delle reti in nazionale ― Togo | Cronologia completa delle presenze e delle reti in nazionale ― Togo |
| Data                                                                | Città                                                               | In casa                                                             | Risultato                                                           | Ospiti                                                              | Competizione                                                        | Reti                                                                | Note                                                                |
| ------------------------------------------------------------------- | ------------------------------------------------------------------- | ------------------------------------------------------------------- | ------------------------------------------------------------------- | ------------------------------------------------------------------- | ------------------------------------------------------------------- | ------------------------------------------------------------------- | ------------------------------------------------------------------- |
| 11-10-2014                                                          | Kampala                                                             | Uganda                                                              | 0 – 1                                                               | Togo                                                                | Qual. Coppa d'Africa 2015                                           | -                                                                   | 73’                                                                 |
| 15-10-2014                                                          | Lomé                                                                | Togo                                                                | 1 – 0                                                               | Uganda                                                              | Qual. Coppa d'Africa 2015                                           | -                                                                   |                                                                     |
| 15-11-2014                                                          | Lomé                                                                | Togo                                                                | 1 – 4                                                               | Guinea                                                              | Qual. Coppa d'Africa 2015                                           | -                                                                   |                                                                     |
| 8-6-2015                                                            | Accra                                                               | Ghana                                                               | 0 – 0                                                               | Togo                                                                | Amichevole                                                          | -                                                                   |                                                                     |
| 14-6-2015                                                           | Lomé                                                                | Togo                                                                | 2 – 1                                                               | Libano                                                              | Qual. Coppa d'Africa 2017                                           | -                                                                   |                                                                     |
| 4-9-2015                                                            | Gibuti                                                              | Gibuti                                                              | 0 – 2                                                               | Togo                                                                | Qual. Coppa d'Africa 2017                                           | -                                                                   |                                                                     |
| 12-11-2015                                                          | Lomé                                                                | Togo                                                                | 0 – 1                                                               | Uganda                                                              | Qual. Mondiali 2018                                                 | -                                                                   |                                                                     |
| 15-11-2015                                                          | Kampala                                                             | Uganda                                                              | 3 – 0                                                               | Togo                                                                | Qual. Mondiali 2018                                                 | -                                                                   | 32’                                                                 |
| 10-9-2023                                                           | Lomé                                                                | Togo                                                                | 3 – 2                                                               | Capo Verde                                                          | Qual. Coppa d'Africa 2023                                           | -                                                                   | 90+3’                                                               |
| 21-11-2023                                                          | Lomé                                                                | Togo                                                                | 0 – 0                                                               | Senegal                                                             | Qual. Mondiali 2026                                                 | -                                                                   | 84’                                                                 |
| 10-10-2024                                                          | Annaba                                                              | Algeria                                                             | 5 – 1                                                               | Togo                                                                | Qual. Coppa d'Africa 2025                                           | -                                                                   |                                                                     |
| 14-10-2024                                                          | Lomé                                                                | Togo                                                                | 0 – 1                                                               | Algeria                                                             | Qual. Coppa d'Africa 2025                                           | -                                                                   |                                                                     |
| 17-11-2024                                                          | Lomé                                                                | Togo                                                                | 3 – 0                                                               | Guinea Equatoriale                                                  | Qual. Coppa d'Africa 2025                                           | -                                                                   | 69’                                                                 |
| Totale                                                              |                                                                     | Presenze                                                            | 13                                                                  |                                                                     | Reti                                                                | 0                                                                   |                                                                     |

## Palmarès

### Club

#### Competizioni nazionali
- Eerste Divisie: 1

Volendam: 2024-2025